# 乌龙泉站
乌龙泉站是一个京广铁路上的铁路车站，位于湖北省武汉市江夏区乌龙泉街道，建于1937年，目前为三等站，邮政编码为430200。目前客运：办理旅客乘降；行李、包裹托运；货运：办理整车货物发到。